# Domacio
El término domacio ha sido definido desde dos puntos de vista principalmente:  el biológico y el morfológico. El primero los define como estructuras huecas formadas por las plantas, que sirven de abrigo a pequeños animales con los cuales viven en simbiosis(Schnell y F. Grout de Beaufort, 1966; en Solís, 1997), o como transformaciones en la planta, adaptadas a la ocupación de huéspedes, animales o vegetales, que están al servicio del hospedante (Dottori, 1976). Desde el punto de vista morfológico se definen como formaciones foliares que se encuentran sobre la cara abaxial de las hojas, en las axilas de las nervaduras o bien, en el borde del limbo de numerosas plantas leñosas, particularmente las que habitan bosques tropicales o subtropicales (Wilkinson, 1979; en Metcalfe and Chalk, 1979). y de plantas de regiones frías; pues aún no han sido descritos en plantas de lugares secos (Metcalfe and Chalk, 1979) Algunos autores restringen el término domacio solo a aquellas formaciones presentes en la lámina foliar (Jacobs, 1966; Robbrecht, 1988; Romero et al., 2015), mientras que otros extienden el término a cavidades que se encuentran en tallos, espinas o pecíolos (Maschwitz et al., 1989; Tepe et al., 2007; Romero et al., 2015). Para Blanco (2004), los domacios son estructuras patológicamente iniciadas por insectos, pero menciona que para otros autores las consideran genéticamente determinadas y recalca que en la mayoría son estructuras no glandulares, pero en algunas especies como Anacarandium  y en Tinospora glabra  es común que presenten glándulas.

## Morfogénesis de los domacios
Los domacios fueron considerados inicialmente como estructuras morfogenéticas, es decir, que su formación en la planta es independiente de la presencia del animal hospedante (Barros, 1961; Wilkinson, 1979; Brouwer & Clifford, 1990; en Romero et al., 2015). Sin embargo, estudios recientes indican que la presencia de algunos tipos de hospederos, principalmente hormigas y ácaros, inducen la formación de domacios. Por ejemplo, las hormigas Pseudomyrmex spp. inducen la formación de estructuras muy similares a domacios en Vochysia vismiaefolia (Vochysiaceae), un árbol tropical de la selva Amazónica, aunque en menor cantidad que las que las plantas forman naturalmente (Blüthgen y Wesenberg, 2001). Estas estructuras hereditarias varían en incidencia, grado de desarrollo, forma y con las condiciones ambientales, tanto entre individuos de la misma variedad como entre especies (Pemberton & Turner, 1989; en Solís, 1997).

## Tipos de domacios
Los domacios son estructuras morfogenéticas que se utilizan con fines taxonómicos en numerosas familias. 
De acuerdo a sus estructura se distinguen los siguientes tipos de domacios:
Mechón de tricomas: están formados por concentraciones de tricomas en la axila entre la vena media y las venas de segundo orden. Los tricomas tapizan tanto el hipofilo de la zona triangular entre las venas como la epidermis que cubre los laterales de las mismas. 
Domacio en bolsillos: están formados por una conexión de tejido que une la vena principal y una secundaria, formando un embudo o bolsa aplanada, con abertura distal ancha. 
Cripta: es una cavidad constituida por un “piso” o base del domacio que se encuentra formada por la lámina foliar y el “techo” que es la expansión de tejido que conecta la vena principal y una secundaria.
Los tricomas que forman el domacio son glandulares, el tipo presente depende de la especie. 
Unicelulares : formados por una sola célula delgada y larga que se inserta entre las epidérmicas. 
Uniseriados: tienen pie 1-2 seriado que se inserta entre las células epidérmicas y un cuerpo de 3-7 células dispuestas en una sola serie, la apical con extremo aguzado. Son células de paredes delgadas y citoplasma claro. 
Dendroides: son tricomas multicelulares con un eje principal y ramificaciones. Cada célula presenta una porción basal que forma el cuerpo del tricoma y una porción distal que constituyen los brazos. Las células del tricoma poseen paredes delgadas y citoplasma claro. Todos los tipos de tricomas están cubiertos por una cutícula lisa.

## Asociaciones ecológicas interesantes
El refugio brindado por los domacios puede consistir en abrigo y/o espacio para la oviposición (Fiala & Maschwitz, 1992; Romero & Benson, 2005; Tillberg, 2004; Agrawal & Karban, 1997; en González, 2011). En general, las dos asociaciones más estudiadas corresponden a las establecidas con hormigas y con ácaros. A los domacios de hormigas se los denomina mirmecodomacios (Fiala et al., 1999; en González, 2011) y si son de ácaros acarodomacios (O’Dowd and Willson, 1991; en González, 2011).  Existen mecanismos interesantes que favorecen la asociación mutualística entre las plantas y los artrópodos en cuestión, los nectarios extraflorales (NEFs), mediante los cuales las plantas brindan alimento  a sus hospederos  y en compensación, éstos brindan protección contra los fitófagos (Bentley, 1977; Rogers, 1985; Heads, 1986; Oliveira et al. 1987; Oliveira & Pie, 1998; en González, 2011).
Así como hay asociaciones mutualistas, también hay asociaciones que no benefician a la planta y que incluso perjudican a sus ocupantes. Por ejemplo, los entrenudos no ocupados por hormigas proveen sitios de anidación para avispas y abejas solitarias o subsociales, así como refugio para otros invertebrados. Algunos de estos últimos pueden ser depredadores o parásitos de las hormigas, abejas y avispas que anidan en la misma planta (Krombein et al., 1999).